# サム・ランシー党
サム・ランシー党（サム・ランシーとう、クメール語: Kanakpak Som Raeangsee）は、かつて存在したカンボジアの政党。議長（党首）はサム・ランシー（初代）。カンボジア国民議会における最大野党であった。

## 概要
上下両院でカンボジア人民党（KPK）に次ぐ議席を有していた。自由主義政党で自由主義インターナショナルにオブザーバー資格で加盟しているほか、アジア地域のリベラル政党からなるアジア・リベラル民主評議会及びその世界組織民主主義者連盟に参加している。

## 沿革
ランシーは、元はフンシンペックの幹部で1992年から財務相を務めたが、汚職に対する政権批判を行ったため党首のノロドム・ラナリットと対立し、1994年にフンシンペックから追放され財務相も解任された。その後、1995年にクメール国民党を結成。さらに知名度のあるランシーの名前を冠した現党名に改称した。
2003年の総選挙において首都プノンペンでKPKやフンシンペックを抑え第一党に躍進、全国でも9議席増の24議席を獲得した。この結果、KPKとフンシンペックはSRPへの包囲網を形成し議会の委員長と委員からSRPを排除した。また、2005年にフン・センとラナリットに対する名誉棄損などで告訴され、ランシーら同党議員3人の不逮捕特権を一時停止される事態が起きた。ランシーは国外に逃亡し、SRPは半年間国民議会での審議拒否を行った。その間に与党に有利な定足数の改正や上院設置法を成立させた。ランシーらは欠席裁判で実刑判決が確定したものの、翌年国王ノロドム・シハモニの恩赦により帰国した。
2008年、下院総選挙において議席を増やしたものの、人民党による議席の安定多数を阻止できなかったことからクム・ソカー率いる人権党と選挙連合「変革の民主運動」を結成した。選挙後、人民党によってサム・ランシー党議員が名誉毀損で訴えられる事態が相次いで発生、国会議員の不逮捕特権が剥奪される事態も相次いだ。そして2009年10月25日、ベトナムとの国境線が本来のカンボジア領よりも内側になっているとしてサム・ランシー党首が村人と共にスヴァーイリアン州チャントリア郡に設置された国境杭を引き抜いたことに対し、国民議会はランシー党首の不逮捕特権剥奪を決定、2010年1月27日に欠席裁判のまま有罪判決（禁固2年）が下された。このため、ランシー党首は海外亡命状態が続いており、2011年3月には国会議員の資格を喪失する事態となった。長期にわたる党首の不在は、党執行部への求心力を弱める結果となり、党所属議員の対立や人権党など他党への人材流失が相次ぐ事態を招いた。2012年7月、ランシー党首は人権党のクム・ソッカー党首とフィリピン・マニラで党首会談を行い両党を合併することで合意。10月にカンボジア救国党として内務省に政党登録を行い、ランシーが党首に就任した。